# 1997 في المملكة المتحدة
فيما يلي قوائم الأحداث التي وقعت خلال عام 1997 في المملكة المتحدة.

## أحداث
- 6 سبتمبر – جنازة الأميرة ديانا

## سياسة

### تعيين في المنصب
- 25 فبراير – أندرو لويد ويبر عضو مجلس اللوردات.
- 2 مايو – توني بلير رئيس وزراء المملكة المتحدة، اللورد الأول للخزانة.
- 2 مايو – جاك سترو وزير الدولة للشؤون الداخلية [الإنجليزية]‏.
- 2 مايو – جوردون براون مستشار الخزانة.
- 2 مايو – جون ميجر زعيم معارضة،وزير ظل الدولة للخارجية [الإنجليزية]‏.
- 2 مايو – روبن كوك وزير الدولة للشؤون الخارجية وشؤون الكومنولث [الإنجليزية]‏.
- 2 مايو – شيري بلير زوج رئيس وزراء المملكة المتحدة [الإنجليزية]‏.
- 2 مايو – ميخائيل هوارد وزير ظل الدولة للداخلية [الإنجليزية]‏،وزير ظل الدولة للخارجية [الإنجليزية]‏.
- 19 يونيو – ويليام هيغ زعيم حزب المحافظين (المملكة المتحدة)، زعيم معارضة.

### انتهاء فترة المنصب
- 2 مايو – جاك سترو وزير ظل الدولة للداخلية [الإنجليزية]‏.
- 2 مايو – جوردون براون وزير ظل الدولة الخزانة [الإنجليزية]‏.
- 2 مايو – جون ميجر وزير الخدمة المدنية [الإنجليزية]‏، رئيس وزراء المملكة المتحدة، اللورد الأول للخزانة،وزير ظل الدولة للخارجية [الإنجليزية]‏،زعيم حزب المحافظين (المملكة المتحدة)، زعيم معارضة.
- 2 مايو – روبن كوك وزير ظل الدولة للخارجية [الإنجليزية]‏.
- 2 مايو – ميخائيل هوارد وزير الدولة للشؤون الداخلية [الإنجليزية]‏،وزير ظل الدولة للداخلية [الإنجليزية]‏.
- 2 مايو – ويليام هيغ Secretary of State for Wales [الإنجليزية]‏.

## رياضة
- 1 يناير – بطولة ويمبلدون 1997

## ظهور
- 1 يناير – كين

## أفلام
من الأفلام التي صدرت هذه السنة في المملكة المتحدة:
- 1 يناير – أجنحة الحمامة من إخراج Iain Softley [الإنجليزية]‏.
- 1 يناير – الاستعادة من إخراج مايكل هوفمان.
- 1 يناير – المريض الإنجليزي من إخراج أنتوني مانغيلا.
- 1 يناير – إيما من إخراج دوجلاس ماك جراس.
- 1 يناير – جين اير من إخراج روبرت يونغ (كاتب بريطاني).
- 1 يناير – سبايس ورلد من إخراج Bob Spiers [الإنجليزية]‏.
- 1 يناير – سبع سنوات في التبت من إخراج جان جاك أنو.
- 1 يناير – صائدا الفأر من إخراج غور فيربينسكي.
- 1 يناير – صورة سيدة من إخراج جين كامبيون.
- 1 يناير – كل ما هو مطلوب من إخراج بيتر كاتانيو.
- 1 يناير – ميترولاند من إخراج فيليب سافيل.
- 20 يونيو – باتمان وروبن من إخراج جويل شوماخر.
- 28 أغسطس – مايكل كولنز من إخراج نيل جوردن.
- 14 نوفمبر – ابن آوى من إخراج مايكل كايتون-جونز.
- 18 ديسمبر – الغد لا يموت من إخراج روجر سبوتيسوود.
- 31 ديسمبر – أوسكار و لوسيندا من إخراج جيليان آرمسترونغ.

## برامج ومسلسلات وأنمي
- بينغو

## كتب
من الكتب التي صدرت هذه السنة في المملكة المتحدة:
- 1 يناير – طالما استمر الضوء وقصص أخرى من تأليف أجاثا كريستي.
- 14 أبريل – السيد هارلي كوين وطقم الشاي من تأليف أجاثا كريستي.
- 30 يونيو – هاري بوتر وحجر الفيلسوف من تأليف ج. ك. رولينج.

## مواليد

### يناير
- 1 يناير – فيون وايتهيد ممثل من المملكة المتحدة.
- 7 يناير – أيزايا براون لاعب كرة قدم بريطاني.
- 23 يناير – شاهين جعفرغولي ممثل بريطاني.

### فبراير
- 2 فبراير – كاميرون بورثويك-جاكسون لاعب كرة قدم إنجليزي.
- 5 فبراير – باتريك روبرتس لاعب كرة قدم إنجليزي.

### مارس
- 22 مارس – هاري ويلسون لاعب كرة قدم ويلزي.
- 24 مارس – جوردن روسيتير لاعب كرة قدم إنجليزي.

### أبريل
- 1 أبريل – أسا بترفيلد ممثل إنجليزي.
- 7 أبريل – أوليفر بيرك لاعب كرة قدم من المملكة المتحدة.
- 15 أبريل – مايسي ويليامز ممثلة بريطانية.
- 27 أبريل – جوش أونوماه لاعب كرة قدم إنجليزي.

### مايو
- 19 مايو – هاريس جي
- 23 مايو – جو غوميز لاعب كرة قدم إنجليزي.

### يونيو
- 11 يونيو – جورجا سميث

### أغسطس
- 24 أغسطس – ألان واكر

### سبتمبر
- 14 سبتمبر – دومينيك سولانكي لاعب كرة قدم بريطاني.

### أكتوبر
- 10 أكتوبر – كيران دويل لاعب كرة قدم إنجليزي.
- 20 أكتوبر – أديمولا لوكمان لاعب كرة قدم إنجليزي.
- 31 أكتوبر – ماركوس راشفورد لاعب كرة قدم إنجليزي.

### ديسمبر
- 17 ديسمبر – نايكثا بينز لاعبة كرة مضرب أسترالية.

## وفيات

### يناير
- 1 يناير – ألف داي (مواليد 1907) لاعب كرة قدم ويلزي.
- 1 يناير – جون هيل (مواليد 1928) عالم حيوان من المملكة المتحدة.
- 1 يناير – جيف ووكر (مواليد 1926) لاعب كرة قدم إنجليزي.
- 1 يناير – دوغلاس جونز (مواليد 1914) لاعب كرة قدم ويلزي.
- 10 يناير – ألكسندر تود (مواليد 1907)
- 12 يناير – سيريل فرانك كولبروك (مواليد 1910) فيزيائي بريطاني.
- 15 يناير – كينيث فيفيان تيمان (مواليد 1904) عالم نبات أمريكي.

### مارس
- 9 مارس – فيرونيكا ويجوود (مواليد 1910)

### أبريل
- 17 أبريل – حاييم هرتصوغ (مواليد 1918) سياسي إسرائيلي.

### مايو
- 8 مايو – بات هيوز (مواليد 1902) لاعب كرة مضرب من المملكة المتحدة.

### يونيو
- 2 يونيو – إدي توماس (مواليد 1926)

### يوليو
- 10 يوليو – ايفور التشورتش (مواليد 1929) لاعب كرة قدم ويلزي.

### أغسطس
- 22 أغسطس – برندان سميث (مواليد 1927) كهنوت من المملكة المتحدة.
- 23 أغسطس – جون كندرو (مواليد 1917)
- 31 أغسطس – ديانا أميرة ويلز (مواليد 1961)

### سبتمبر
- 6 سبتمبر – بيرسي هوارد نيوبي (مواليد 1918)
- 28 سبتمبر – انتحار كيلي يومانس (مواليد 1984)

### نوفمبر
- 6 نوفمبر – راي دانيال (مواليد 1928) لاعب كرة قدم ويلزي.
- 29 نوفمبر – إرنست جونسون (مواليد 1912) درّاج طريق من المملكة المتحدة.

### ديسمبر
- 7 ديسمبر – بيلي بريمنير (مواليد 1942)
- 16 ديسمبر – ريتشارد وارويك (مواليد 1945) ممثل بريطاني.
- 21 ديسمبر – بروس وودكوك (مواليد 1921) ملاكم من المملكة المتحدة.